# Adolf af Schaumburg-Lippe
Prins Adolf til Schaumburg-Lippe (tysk: Adolf Wilhelm Viktor; 20. juli 1859 – 9. juli 1916) var en tysk prins af Schaumburg-Lippe og preussisk general i kavaleriet. Han var regent i Fyrstendømmet Lippe fra 1895 til 1897 på vegne af sin fjerne slægtning, Fyrst Alexander af Lippe og var dermed en af personerne involveret i den Lippeske arvefølgestrid.
Prins Adolf var gift med Prinsesse Viktoria af Preussen og var dermed svoger til Kejser Wilhelm 2. af Tyskland og Dronning Sophie af Grækenland.

## Biografi
Prins Adolf blev født den 20. juli 1859 på Bückeburg Slot i Bückeburg, hovedstaden i det lille fyrstendømme Schaumburg-Lippe i det centrale Tyskland. Han var det syvende barn og fjerde søn af den daværende Arveprins Adolf Georg af Schaumburg-Lippe og Prinsesse Hermine af Waldeck og Pyrmont, datter af Fyrst Georg 2. af Waldeck og Pyrmont. Schaumburg-Lippe blev på det tidspunkt regeret af Adolfs bedstefar, Fyrst Georg 1. Vilhelm af Schaumburg-Lippe, der nød stor kærlighed og respekt fra sine undersåtter.
Hans far, der var i preussisk militærtjeneste og havde rang af generalløjtnant, blev den regerende fyrste af Schaumburg-Lippe i slutningen af november 1860, da Fyrst Georg 1. Vilhelm døde. Han deltog i den fransk-preussiske krig i 1870–1871 og proklamationen af det tyske kejserrige i 1871.
Prins Adolf voksede op med sine søskende på Bückeburg Slot. Fra 1872 til 1874 blev han og hans fem år ældre bror, Prins Otto Heinrich, opdraget af Hubert Maximilian Ermisch, der senere blev en anerkendt arkivar og historiker i Kongeriget Sachsen.
I 1890 mødte han Prinsesse Viktoria af Preussen, der var datter af den afdøde Kejser Frederik 3. af Tyskland, under et besøg hos Fyrstinde Marie af Wied, der var moder til Dronning Elisabeth af Rumænien. Parret blev gift den 19. november 1890 i Berlin. Blandt bryllupsgæsterne var brudens bror Kejser Wilhelm 2. af Tyskland og Kejserinde Augusta Viktoria, brudens mor Enkekejserinde Victoria. Da brudens mor var datter af Dronning Victoria af Storbritannien, deltog flere medlemmer af den britiske kongefamilie i bryllupsfestlighederne, blandt andet brudens moster Prinsesse Helena af Augustenborg. Ved bryllupsbanketten holdt Kejser Wilhelm en tale, hvor han forsikrede parret om sin fremtidige beskyttelse og venlige omsorg. Efter en længere bryllupsrejse til adskillige lande slog parret sig ned i Bonn, hvor de fik bolig i Palais Schaumburg. Nogle måneder efter brylluppet fik Prinsesse Viktoria en spontan abort, og ægteskabet forblev herefter barnløst.
Efter Fyrst Woldemar af Lippes død i 1895 offentliggjorde regeringen et dekret fra ham, hvor prins Adolf skulle indsættes som regent for Woldemars efterfølger og sindssyge broder Alexander af Lippe. Linjerne Lippe-Biesterfeld og Lippe-Weissenfeld protesterede mod dekretet, men landdagen besluttede, at Adolf skulle overtage regeringen, indtil tvisten var afgjort. I 1896 overlod parterne afgørelsen til Kong Albert 1. af Sachsen og seks af ham udpegede medlemmer af den tyske rigsret, og de afgjorde den 22. juni 1897, at Ernst af Lippe-Biesterfeld var nærmest berettiget til at overtage regentskabet for den syge fyrste, og Prins Adolf ophørte som regent.
Prins Adolf døde 56 år gammel den 9. juli 1916 i Bonn. Han blev begravet i Bückeburg. Prinsesse Viktoria overlevede ham med 13 år og døde i 1929.